# Benthana bilineata
Benthana bilineata är en kräftdjursart som först beskrevs av Hercule Nicolet 1849.  Benthana bilineata ingår i släktet Benthana och familjen Philosciidae. Inga underarter finns listade i Catalogue of Life.